# 牛虻 (小说)
《牛虻》（英語：The Gadfly）是爱尔兰出生的英国作家艾捷尔·丽莲·伏尼契创作的一部長篇小说，在1897年（美国，六月；英国，同年九月）发表。
故事发生在1840年代奥地利统治下的意大利， 围绕青年意大利黨成员亞瑟•伯頓和蒙泰尼里神父的故事。同时，亚瑟和瓊瑪悲剧性的关系也贯穿了整个故事。

## 內容簡介
故事發生在1840年代奧地利統治下的意大利，主角亞瑟•伯頓（Arthur Burton）出生意大利的英國富商之家，他崇敬學識淵博的神學院院長勞倫佐•蒙泰尼里（Canon Montanelli）神父，兩人情同父子。
當時意大利正遭奧地利侵略，青年意大利黨爭取民族獨立的思想吸引著亞瑟。蒙泰尼里勸阻亞瑟參與該黨活動，但亞瑟認為作虔誠的天主教徒和為意大利獨立奮鬥兩者沒有矛盾。在一次秘密集會上，亞瑟遇見少時相識瓊瑪•華倫（Gemma Warren）並愛上她。
蒙泰尼里要到羅馬升任主教，卡爾迪（Cardi）神父被任命爲神學院新院長。一次，亞瑟在向卡爾迪懺悔中，無意中泄露了青年意大利黨的組織秘密，以致他與同黨友一同被捕。瓊瑪視亞瑟為叛徒，憤怒之下打了他一耳光。
亞瑟既痛恨自己的幼稚無知，亦對被神父出賣感到震驚，更從兄嫂得知原來他是蒙太尼里神父的私生子！連串打擊使他陷入極度痛苦，他砸爛了上帝塑像，決定與教會決裂，選擇以假裝死亡的方式消失，離開愛情與親情，隻身流亡到南美洲。
在南美洲經歷了十三年地獄般的流浪生活，亞瑟成了一個滿臉傷疤、左臂彎曲及缺兩指的瘸子。他以費利斯•里瓦雷茲（Felice Rivarez）的名字重回意大利，受命於瑪志尼黨，以筆名「牛虻」（Gadfly）發表嘲諷教會和時政的文章，揭露教會的騙局，尤其是批判紅衣主教蒙泰尼里。
亞瑟和戰友們積極準備起義，在一次偷運軍火行動中被敵人突然包圍，亞瑟掩護戰友突圍，自己卻因為蒙泰尼里的突然出現而被捕。
亞瑟逃獄失敗後，軍方決定處死他，他將自己的真正身分告了前來探望的蒙泰尼里。蒙泰尼里企圖以父子之情和放棄主教的條件勸他歸降；亞瑟則動情地訴說了他的悲慘經歷，要蒙泰尼里在上帝（宗教）與兒子（革命）之間作出抉擇。但他們誰都不能放棄自己的信仰。
最後，蒙泰尼里在亞瑟死刑判決書上籤了字，亞瑟行刑前寫信告知瓊瑪他的真實身份。不久，蒙泰尼里也帶著悲痛離世。

## 影响
该书在苏联、中华人民共和国及伊朗十分流行，并对文化产生重大影响。至伏尼契去世，在苏联大约售出了2,500,000本。 在中国，仅中国青年出版总社就前后发行了2,050,000本，后来还有其它出版社陆续发行。 爱尔兰作家皮達·奥唐纳回忆称，在爱尔兰内战期间，此书在蒙乔伊监狱的共和军犯人中非常流行。此外，該小說在苏联，于1928、1955年两度被改编成同名电影，前者系默片，后者在中国上映时亦反响强烈；于1980年再次被改编成同名电视迷你剧集。在中国，于2004年被改编成同名电视连续剧；还於2006、2021年两度被改編成同名話劇，分别由郭京飞、佟瑞欣擔任主角。